# Korla Awgust Kocor
Korla Awgust Kocor (Karl August Katzer, Großpostwitz, 3 de desembre de 1822 - Kittlitz, Löbau, 19 de maig de 1904) fou un compositor i músic sòrab, que va posar la música a l'himne sòrab Rjana Łužica, la lletra del qual és de Handrij Zejler.

## Biografia
Després d'acabar els estudis a l'escola del seu poble el 1838 va marxar al seminari de Bautzen, on es graduà com a mestre i el 1842 començà a exercir a Andrewartha. El 1844 va conèixer Handrij Zejler i plegats van organitzar des del 17 d'octubre de 1845 festivals de música sòraba, on es donà a conèixer el poema i futur himne Rjana Łužica. Posteriorment destacà com a creador del gran cicle oratoris Počasy (Estacions) i de quatre poemes èpics de Zejler. Des de 1852 fins a la seva jubilació el 1888 fou mestre organista de Kittlitz (Löbau). El 1895-1897 fou president del Departament de Música de l'Acadèmia de Ciències de Maćica Serbska, de la que en fou nomenat president honorari el 1895.

## Obres

### Oratoris
- Serbski kwas (El casament sòrab), 1849/50
- Žně (La collita), 1849/83
- Nalěćo (Primavera), 1860
- Israelowa zrudoba a tróšt (Dol i consolació d'Israel), 1861
- Podlěćo (Estiu), 1883
- Nazyma (Tardor), 1886
- Zyma (Hivern), 1889
- So zwoni měr (Campanades de pau), 1891
- Serbski rekwiem (Rèquiem sòrab), 1894
- Wěnc hórskich spěwow (Cicle de cançons de Muntanya), 1860

### Òpera
- Jakub a Kata (Jacob i Caterina), 1871

### Singspiel
- Wodźan (Aquari), 1896

### Instrumentals
- Tres sonatines per a violí i piano, 1850
- Trio de piano, 1873
- Quartet de corda, 1879
- 3 danses nacionals vendes per a piano, 1879
- Serenata per a violí, viola i violoncel, 1889